# Jeor Mormont
El Lord Comandante Jeor Mormont es un personaje ficticio de la saga Canción de hielo y fuego del escritor George R. R. Martin. Aparece representado como el honorable y anciano Lord Comandante de la Guardia de la Noche, la orden de hermanos juramentados encargada de defender el Muro que separa los Siete Reinos de las heladas y desconocidas tierras del norte del Muro. Antaño había sido Señor de la Isla del Oso, el hogar de la Casa Mormont, a lo que renunció para unirse a la Guardia.
En la adaptación televisiva Game of Thrones, de la HBO, Lord Mormont aparece como personaje recurrente en la primera temporada, y como personaje principal en la segunda y la tercera. Es interpretado por el actor James Cosmo.

## Historia

### Antes de la saga
Como Señor de la Isla del Oso y cabeza de la Casa Mormont, Lord Jeor Mormont había sido uno de los banderizos de la Casa Stark (la Casa gobernante del Norte, uno de los reinos de la obra).
Poco antes de la Rebelión de Robert, Lord Jeor abdicó de su puesto para unirse a la Guardia de la Noche, dejando en el cargo a su único hijo, Jorah Mormont. Su experiencia, su posición y su habilidad en combate le hicieron escalar puestos rápidamente, convirtiéndose en Lord Comandante en el año 288 DC tras la muerte del Lord Comandante Qorgyle.
Como Lord Comandante, Mormont era plenamente consciente de la decadencia en la que estaba sumida la Guardia de la Noche: la mayoría de los bastiones de la Guardia a lo largo del Muro se hallaban semiderruidos y sin guarnición, la Guardia cada vez contaba con menos miembros y la mayoría apenas tenían experiencia, y un nuevo Rey-más-allá-del-Muro había aparecido y estaba empezando a unificar a los distintos clanes del Pueblo Libre.

### Juego de tronos
Con la llegada de nuevos reclutas al Muro, el Lord Comandante Mormont toma especial atención por un joven llamado Jon Nieve, hijo bastardo de Lord Eddard Stark. Mormont toma a Jon como su mayordomo personal, con la intención de prepararlo para que llegado el día pudiera liderar a la Guardia.
La Guardia acoge a Tyrion Lannister, hermano de la reina y cuñado del rey Robert Baratheon. Mormont le pide que cuando regrese a Desembarco del Rey le hable al rey sobre las penalidades que padece la Guardia, a lo que Tyrion accede, aunque sabe que hay pocas posibilidades de que le tomen en serio.
Cierto día, varios exploradores de la Guardia regresan muertos al Muro; uno de ellos es Ser Jaremy Rykker. En mitad de la noche, el Lord Comandante es atacado por Ser Jaremy, que se ha convertido en un Otro. Es salvado en última instancia por Jon Nieve y por su lobo huargo, Fantasma. Como recompensa por salvarle la vida, Mormont le hace entrega a Jon de la espada ancestral de acero valyrio de la Casa Mormont, Garra.
Tras enterarse de la ejecución de Lord Stark en Desembarco del Rey, Jon Nieve huye del Muro con la intención de ayudar a su hermano y vengar a su padre, sin embargo, Jon termina regresando. El Lord Comandante lo confronta, afirmando que ya conocía sus intenciones; es más, lo esperaba. Mormont le obliga a tomar una decisión: permanecer con la Guardia, o convertirse en proscrito y librar las batallas de su familia; Jon elige la primera opción.

### Choque de reyes
Mormont prepara una gran expedición más allá del Muro, con el objetivo de localizar al desaparecido Benjen Stark, averiguar más sobre los Otros, y encontrar a ese nuevo Rey-más-allá-del-Muro y darle caza. Con él viajan 200 exploradores del Castillo Negro, y otros 100 de Torre Sombría liderados por Qhorin Mediamano.
La Gran Expedición de Mormont parte hacia el norte del Muro, encontrándose a su paso nada más que aldeas incendiadas y completamente desiertas. Finalmente llegan al Torreón de Craster, una construcción donde habita Craster, un salvaje que mantiene una frágil alianza con la Guardia de la Noche. Craster vive junto a sus hijas, con las que engendra más descendientes, enviando a sus hijos varones como sacrificio a los Otros. 
A través de Craster se enteran de que Mance Rayder, el Rey-más-allá-del-Muro, dirige un inmenso ejército con la intención de marchar hacia el Sur. El Lord Comandante Mormont guía a la Gran Expedición hasta el Puño de los Primeros Hombres, una posición fácil de defender por si les atacan los salvajes. Qhorin Mediamano informa que ha visto salvajes en los Colmillos Helados, pero Mormont rehúsa perseguirlos y decide atrincherarse en su posición, creyendo que sería ventajosa ante un posible ataque. Mormont le ordena a Qhorin dirigir una partida para encontrar el rastro del campamento, insistiendo este en llevarse a Jon Nieve.

### Tormenta de espadas
La Guardia sufre un duro revés en la Batalla del Puño de los Primeros Hombres, cuando son diezmados tras ser atacados por los Otros. De los 300 hombres que componían la expedición de Mormont, solo unos 50 sobreviven, incluyendo al propio Mormont, que dirige la dura marcha de regreso al Torreón de Craster.
El grupo consigue llegar al Torreón de Craster, Samwell informa a Mormont de cómo mató a un Otro empleando un puñal de obsidiana. Mormont comienza a creer que la Guardia de la Noche ha olvidado cuál es su verdadero enemigo.

La Guardia de la Noche ha olvidado cuál es su propósito, Tarly. No se construye un muro de setecientos pies de altura para prevenir que los salvajes rapten mujeres... El Muro fue construido para proteger los reinos de los hombres, pero no de otros hombres, qué es lo que los salvajes son. Demasiados años, Tarly, muchos cientos y miles de años que nos han hecho olvidar quién es el verdadero enemigo. Y ahora está aquí, y no sabemos cómo luchar contra él.
Lord Mormont hablando con Samwell Tarly

Antes de que el grupo se marche, Craster celebra un austero banquete para despedir a la Guardia. Algunos de los hermanos están furiosos, creyendo que Craster ha estado ocultado comida. Craster se abalanza sobre ellos, pero es asesinado. Mormont afirma que los dioses les condenarán, al haber matado a un hombre que les había ofrecido cobijo bajo las Leyes de la Hospitalidad. Mormont trata de aplacar a los hermanos amotinados, pero es inútil, siendo apuñalado por la espalda por uno de ellos. El Lord Comandante Jeor Mormont fallece en los brazos de Samwell Tarly, dirigiendo sus últimas palabras hacia su hijo Jorah.

## Adaptación televisiva

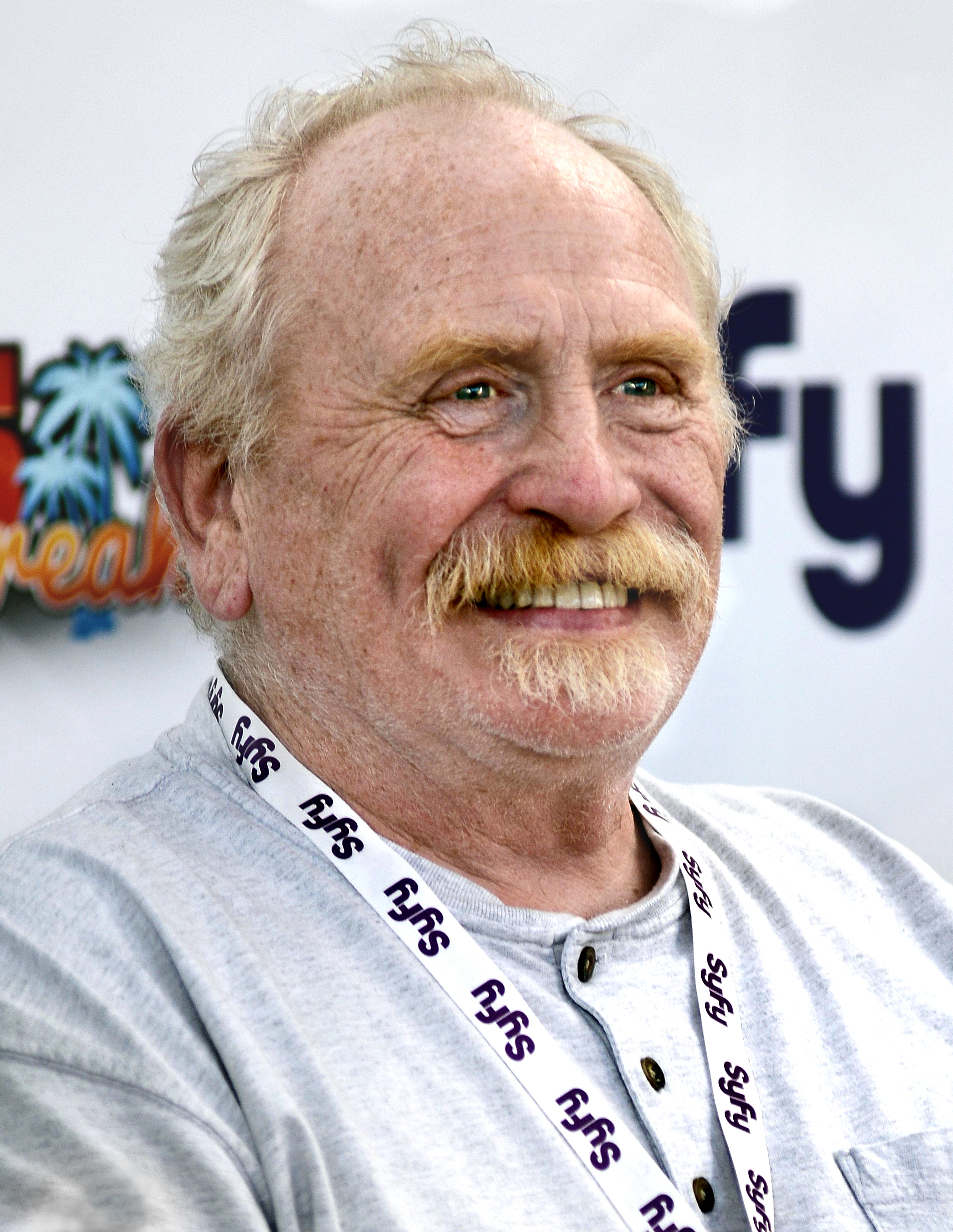
James Cosmo interpreta al Lord Comandante Mormont

El personaje es interpretado por el actor James Cosmo en la adaptación televisiva Juego de Tronos.

### Primera temporada
El Lord Comandante Mormont y el maestre Aemon observan la llegada de los nuevos reclutas. Ambos están preocupados por la alarmante escasez de miembros que posee la Guardia. Quiere que Tyrion Lannister (Peter Dinklage), que ha llegado al Muro, informe al rey sobre su delicada situación.
Mormont toma especial atención por Jon Nieve (Kit Harington), a quien decide tomar como su mayordomo personal. Jon cree que se trata de una ofensa instigada por Ser Alliser Thorne (Owen Teale), pero Samwell Tarly (John Bradley-West) cree que es una forma de prepararlo para que asuma el liderazgo llegado el momento.
Cierto día, dos exploradores muertos llegan al Castillo Negro. En mitad de la noche, Mormont se encuentra a Jon luchando contra uno de ellos, que se ha convertido en un Caminante Blanco. Éste parece ser invulnerable, pues su piel es tan dura que resiste, pero cuando está a punto de matar al Lord Comandante, Jon consigue matarlo quemándolo con una linterna. Por su acción, Mormont decide entregarle a Jon la espada de acero valyrio de la Casa Mormont, Garra.
La tensión entre Jon Nieve y Ser Alliser comienza a incrementarse. Ambos se profesaban una animadversión mutua, y cuando Lord Eddard Stark (padre de Jon Nieve) fue ejecutado, Ser Alliser insultó a Jon. Éste intentó apuñalar a Ser Alliser, por lo que Mormont decidió enviarlo a las mazmorras. Por otra parte, envió a Ser Alliser a Desembarco del Rey con la doble intención de que informara al Trono de Hierro de lo que había sucedido con los Caminantes Blancos, y de paso, alejarlo de Jon.
Jon, al oír que su hermano Robb se dirige hacia el Sur, deserta del Muro, aunque vuelve posteriormente. Mormont lo confronta, afirmando que ya esperaba que actuara de esa forma, pero que debe elegir a quién mostrar lealtad: a la Guardia de la Noche, o a su familia. Jon decide permanecer leal a la Guardia y promete no volver a marcharse. Mormont afirma entonces que dirigirá una gran expedición más allá del Muro, la mayor desde hacía décadas, con la intención de encontrar a Benjen Stark, localizar al Rey-más-allá-del-Muro y averiguar más sobre los Caminantes Blancos.

### Segunda temporada
La Gran Expedición marcha hacia el norte del Muro hallando en su camino aldeas incendiadas y ningún rastro de salvajes. Finalmente llegan al Torreón de Craster, el hogar de Craster (Robert Pugh), un salvaje que posee una innumerable cantidad de hijas, pero ningún hijo varón. Mormont trata de obtener respuestas sobre el paradero de Benjen Stark, pero no sabe nada. Por otra parte les informa que los salvajes se están agrupando bajo Mance Rayder, el Rey-más-allá-del-Muro, con la intención de llegar hacia el Sur.
Mormont y la expedición se asientan en el Puño de los Primeros Hombres. Mormont aguarda le llegada de Qhorin Mediamano (Simon Armstrong), el cual les informa que han avistado salvajes en los Colmillos Helados; Jon se ofrece voluntario para viajar con Qhorin y su partida, a lo que Mormont accede después de que Samwell Tarly se ofreciera a ocupar las tareas de Jon como mayordomo.

### Tercera temporada
Los Caminantes Blancos atacan el Puño de los Primeros Hombres. Apenas unas decenas de hermanos de la Guardia sobreviven, incluyendo al Lord Comandante, los cuales se ven obligados a retirarse en una dura marcha. Durante el camino, Mormont salva a Samwell Tarly de un Caminante Blanco, descubriendo que Sam ha perdido a los cuervos, de modo que ya no pueden enviar mensajes al Castillo Negro.
Los supervivientes regresan al Torreón de Craster. Mormont dice que se quedarán el tiempo suficiente hasta que los heridos puedan sanar, pese a que Craster insiste en que los deje morir. Un miembro de la Guardia llamado Tanner comienza a insultar a Craster y a acusarle de esconder comida. Mormont intenta calmar los ánimos, pero es inútil; Craster se lanza a por Tanner, pero éste lo apuñala en la garganta y lo mata. Mormont afirma que serán condenados por los dioses por romper las Leyes de la Hospitalidad. Tanner entonces comienza a maltratar a las mujeres de Craster para que le digan dónde está escondida la comida; en ese momento, el Lord Comandante se dispone a hacerle frente, solo para ser apuñalado por la espalda por otro miembro de la Guardia llamado Rast. Se desata una pelea entre los amotinados y los leales al Lord Comandante. Mormont, herido pero con vida, comienza a estrangular a Rast, pero sus heridas son demasiado graves y colapsa en el suelo, momento que aprovecha Rast para apuñalarle hasta la muerte.

### Cuarta temporada
El personaje del Lord Comandante Mormont no hace aparición en esta temporada, siendo solo mencionado.
Los amotinados, liderados por el violento y cruel Tanner, se han asentado en el Torreón de Craster donde se dedican a maltratar a las mujeres de Craster. El propio Tanner ha convertido el cráneo del difunto Lord Comandante Mormont en una jarra.
Jon Nieve, en orden de vengar la muerte del Lord Comandante y de evitar que los salvajes de Mance Rayder los capturan y averigüen información, dirige una partida para acabar con los amotinados. Se desata una refriega, en la que Jon mata a Tanner con ayuda de una de las mujeres de Craster, y Rast es eliminado por el huargo de Jon, Fantasma.